# Distephanus
Distephanus là một chi thực vật có hoa trong họ Cúc (Asteraceae).

## Loài
Chi Distephanus gồm các loài: